# Ley Dream
La Ley Dream (acrónimo del inglés: Development, Relief and Education for Alien Minors Act (Ley de fomento para el progreso, alivio y educación para menores extranjeros), también llamada Dream Act (S.1545) o Acta del Sueño, es un proyecto legislativo bipartidista, que se debatió en el congreso estadounidense, junto a la reforma migratoria, que daría un camino hacia la ciudadanía estadounidense a estudiantes indocumentados que hubiesen llegado a Estados Unidos siendo menores de edad. El proyecto legislativo fue presentado en septiembre de 2006 por los senadores Orrin Hatch (R-Utah) y Richard Durbin (D-Illinois).
Otro proyecto de ley similar que se encuentra en suspenso es la llamada Student Adjustment Act (H.R. 1684) presentado por Chris Cannon (R-Utah) y Howard Berman (D-California).
La DREAM Act revocaría, la sección 505 de la Illegal Immigration Reform and Immigrant Responsibility Act of 1996 (La Reforma de inmigración ilegal y el Acta de Responsabilidad migratoria de 1996), impone límites a los estados de la unión, para proveer ayuda financiera para inmigrantes indocumentados. Esto permitiría que estudiantes sin documentos paguen las mismas tarifas universitarias que el resto de estudiantes residentes y no los precios que pagan como estudiantes extranjeros, que en algunos casos es hasta el triple. También les permitirá a los estudiantes, obtener una visa de residencia temporal y, una vez graduados, optar por la residencia legal permanente.
En el Senado de los Estados Unidos, el Acta del sueño es llamada DREAM Act is S. 774, la cual fue patrocinada por los senadores Richard Durbin (D-IL), Chuck Hagel (R-NE) y Richard Lugar (R-IN). En la Cámara de Representantes de los Estados Unidos, es llamada H.R. 1275, que fue patrocinada por los representantes Howard Berman (D-CA), Lucille Roybal-Allard (D-CA), y Lincoln Diaz-Balart (R-FL).

## Beneficios del proyecto
- La Dream Act permitiría que cada año unos 65 mil estudiantes indocumentados graduados de secundaria ajustaran su estatus a residentes legales condicionado por 6 años.
- La visa de residencia temporal se otorgaría sólo si el alumno hubiera ingresado a Estados Unidos antes de los 16 años.
- El alumno favorecido tiene que haber vivido en Estados Unidos durante 4 años antes de la aprobación de la ley.
- El estudiante también tiene que poseer buen carácter moral, demostrar buen comportamiento, y no tener antecedentes criminales.
- El estudiante beneficiado ganaría la residencia legal definitiva si durante los 6 años con residencia temporal obtuviera un título universitario, y si durante el paso por la universidad mantuviera el mismo nivel de calificaciones obtenido durante la secundaria.
- Opcionalmente también podría servir por lo menos dos años en las fuerzas armadas, o realizar 910 horas de trabajo voluntario en programas aprobados por el Departamento de Seguridad Nacional (DHS, por sus siglas en inglés).

## Los que apoyan el proyecto
El Consejo Nacional de La Raza (NCLR, por sus siglas en inglés), la organización hispana de derechos civiles y acción política más grande de Estados Unidos, aplaudió a los senadores Richard Durban (D-Il.), Chuck Hagel (R-Nebr.), y Richard Lugar (R-Ind.), por someter el proyecto de ley “Development, Relief, and Education for Alien Minors (DREAM) Act of 2005)”, S. 2075. Esta propuesta permitiría garantizar que todo estudiante en EE. UU. que se destaque académicamente y se gradúe de la escuela secundaria, tenga la oportunidad –independientemente de su estado migratorio– de continuar los estudios superiores y alcanzar el Sueño Americano.
NCLR también reconoció a los senadores que copatrocinaron el proyecto de ley: Norm Coleman (R-Minn.), Larry Craig (R-Idaho), Edward Kennedy (D-Mass.), Joseph Lieberman (D-Conn.), y John McCain (R-Ariz.), por trabajar juntos para mejorar la vida de los inmigrantes que han llegado a EE. UU como niños, han echado raíces en las comunidades, y están dispuestos y ávidos de contribuir a ese país.

## Apoyo a la iniciativa de ley
El Acto del Sueño libera el enorme potencial de miles de jóvenes estudiantes, al darles la libertad de soñar con un futuro de oportunidades en cuanto a la educación, el empleo y su vida en general. Este proyecto trata de brindar a todo estudiante que se gradúa de escuela secundaria y preparatoria la oportunidad de ir a la universidad. NCLR está tenazmente comprometido a asegurarse de que este Congreso apruebe el ‘Acto del Sueño’ antes de que otro curso de graduados de la escuela secundaria tenga que postergar la oportunidad de continuar los estudios postsecundarios,y recuerden que," como dice Eduardo Sotelo ("Piolín"),  "venimos a triunfar" y que nuestros estudiantes latinos son los que nos van a sacar adelante si tu apoyas este acto de sueño.